# Zavržice
Zavržice jsou vesnice, část města Příbram v okrese Příbram ve Středočeském kraji. Nachází se asi šest kilometrů jižně od Příbrami. Je zde evidováno 35 adres. V roce 2011 zde trvale žilo 52 obyvatel.
Zavržice jsou také název katastrálního území o rozloze 2,78 km².
K Zavržicím patří i vrch Vojna a osada Vojna a severním okrajem též památník Vojna u Příbrami, bývalý pracovní tábor, a větší část přilehlé haldy. Kdysi se Zavržicím říkalo Zavřice.

## Historie
První písemná zmínka o vesnici pochází z roku 1379.

## Obyvatelstvo
| Rok            | 1869 | 1880 | 1890 | 1900 | 1910 | 1921 | 1930 | 1950 | 1961 | 1970 | 1980 | 1991 | 2001 | 2011 | 2021 |
| -------------- | ---- | ---- | ---- | ---- | ---- | ---- | ---- | ---- | ---- | ---- | ---- | ---- | ---- | ---- | ---- |
| Počet obyvatel | 166  | 180  | 243  | 230  | 200  | 178  | 149  | 116  | 86   | 64   | 40   | 49   | 65   | 52   | 43   |
| Počet domů     | 24   | 27   | 32   | 37   | 34   | 34   | 34   | 34   | 29   | 21   | 16   | 29   | 29   | 25   | 28   |

## Obecní správa
Při sčítání lidu v letech 1850–1979 Zavržice byly osadou obce Kamenná v okrese Příbram. Od 1. ledna 1980 jsou částí města Příbram ve stejnojmenném okrese.

## Pamětihodnosti
- Židovský hřbitov v Kamenné